# Busby Berkeley
William Berkeley Enos, mais conhecido como Busby Berkeley (Los Angeles, 29 de novembro de 1895 - Palm Springs, 14 de março de 1976) foi um coreógrafo e cineasta estadunidense.
Coreógrafo prestigiado, Berkeley dominou o cinema musical nas décadas de 1930 e 1940, e foi responsável por lançar no cinema o comediante Eddie Cantor, e pela consagração de astros como Dick Powell, Ginger Rogers e Esther Williams, além de Carmen Miranda que também teve parte de sucesso ligada às suas coreografias. Seus filmes na época da grande depressão econômica salvaram da falência a hoje poderosa Warner Bros. Pictures. Mais tarde, ele faria célebres musicais na MGM e criou para a cantora Doris Day o seu último filme, Billy Rose's Jumbo já na década de 1960.
Berkeley tornou-se conhecido pelos seus truques com efeito caleidoscópio, que consiste em movimentar a câmera lentamente partindo do detalhe ate o conjunto, principalmente nas cenas de dança.

## Biografia
Nascido em Los Angeles em 1895, Busby Berkeley teve uma ativa carreira que incluía a organização de shows para percorrer acampamentos do Exército durante a Primeira Guerra Mundial, e depois trabalhara como ator, contra-regra, diretor de dança e coreógrafo na Broadway. Embora ele não fosse um dançarino profissional, Samuel Goldwyn o contratou em 1930 para dirigir números de danças e filmes musicais na MGM. Trabalhou para a Warner Bros. de 1933 a 1939, com ocasionais incursões na Broadway. Suas criações tanto para o palco como para a tela frequentemente lembravam suas primeiras experiências como organizador de paradas para o Exército dos Estados Unidos e seu serviço na Força Aérea. Suas coreografias incluíam imagens de formações simétricas, frequentemente vistas do alto.
Em sua fase mais criativa, foi responsável pela coreografia dos musicais Rua 42 (1933), Belezas em Revista (1933) e Cavadoras de Ouro, além de trabalhar no clássico O Mágico de Oz de 1939 e Entre a Loura e a Morena, o seu primeiro filme colorido, feito em 1943 e estrelado por Alice Faye e Carmen Miranda.
Fora das telas, a sua vida era igualmente dramática. Berkeley brigou com Judy Garland depois de se mudar para o estúdio rival, a MGM, e foi excluído da direção de Louco por Saias (1943) depois de desentendimento com Garland. Em termos pessoais, foi casado por seis vezes e em 1935 teve de lidar com um escândalo devido a um acidente de viação que levou à morte de duas pessoas e a cinco feridos, tendo algumas testemunhas afirmado em tribunal que coreografo "cheirava a álcool".
Em 1971, quando o interrogaram sobre os segredos da sua arte, Berkeley respondeu: "Nunca perguntem os porquês, as causas e razões de um número à Berkeley. Eu próprio não sei. I kept you entertained, didn't I?"

## Morte
Berkeley morreu em 14 de março de 1976 em Palm Springs, Califórnia, aos 80 anos de idade de causas naturais. Está enterrado no Desert Memorial Park em Cathedral City, Califórnia.

## Legado
Andy Warhol, um dia lhe chamou de "o maior artista americano deste século"; Gene Kelly que disse "Ele fez tudo"; Bob Fosse lembrou que Berkeley era o "autor do mais consciente imaginário que jamais existiu no cinema".

## Trabalhos

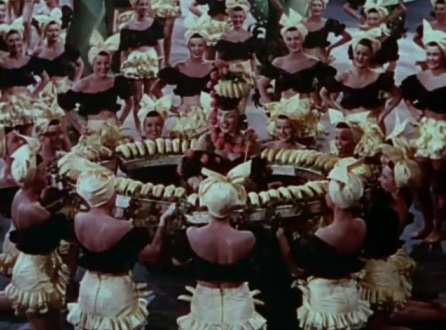
Carmen Miranda em uma cena do filme The Gang's All Here (1943).

- A Connecticut Yankee (1927) (Broadway) (coreógrafo)
- Whoopee! (1928) (Broadway) (coreógrafo)
- Whoopee! (1930) (coreógrafo)
- Kiki (1931) (coreógrafo)
- Palmy Days (1931) (coreógrafo)
- Flying High (1931) (coreógrafo)
- The Kid from Spain (1932) (coreógrafo)
- Night World (1932) (coreógrafo)
- She Had to Say Yes, 1933) (diretor)
- 42nd Street (1933) (coreógrafo)
- Gold Diggers of 1933 (1933) (coreógrafo)
- Footlight Parade (1933) (coreógrafo)
- Roman Scandals (1933) (coreógrafo)
- Fashions of 1934 (1934) (diretor/coreógrafo)
- Wonder Bar (1934) (designer de números musicais)
- Dames (1934) (diretor/coreógrafo)
- Gold Diggers of 1935 (1935) (diretor)
- In Caliente (1935) (diretor/coreógrafo)
- I Live For Love (1935) (diretor)
- Gold Diggers of 1937 (1936) (diretor/coreógrafo)
- Stage Struck (1936) (diretor)
- The Singing Marine (1937) (diretor/coreógrafo)
- Hollywood Hotel (1937) (diretor)
- Varsity Show (1937) (diretor)
- Gold Diggers in Paris (1938) (diretor/coreógrafo)
- Men Are Such Fools (1938) (diretor)
- Comet Over Broadway (1938) (diretor)
- They Made Me a Criminal (1939) (diretor)
- Fast and Furious (1939) (diretor)
- Broadway Serenade (1939) (diretor)
- The Wizard of Oz (1939) (diretor de "If I Only Had a Brain")
- Babes in Arms (1939) (diretor)
- Strike Up the Band (1940) (diretor)
- Forty Little Mothers (1940) (diretor)
- Ziegfeld Girl (1941) (diretor)
- Babes on Broadway (1941) (diretor)
- Lady Be Good (1941) (diretor)
- For Me and My Gal (1942) (diretor)
- Cabin in the Sky (1943) (diretor da sequência "Shine")
- Girl Crazy (1943) (diretor de  "I Got Rhythm")
- The Gang's All Here (1943) (diretor)
- Cinderella Jones (1946) (diretor)
- Romance on the High Seas (1948) (coreógrafo)
- Take Me Out to the Ball Game (1949) (diretor)
- Annie Get Your Gun (1950) (diretor sem créditos)
- Two Weeks with Love (1950) (coreógrafo)
- Call Me Mister (1951) (coreógrafo)
- Two Tickets to Broadway (1951) (coreógrafo)
- Million Dollar Mermaid (1952) (coreógrafo)
- Small Town Girl (1953) (coreógrafo)
- Easy to Love (1953) (coreógrafo)
- Rose Marie (1954) (coreógrafo)
- Billy Rose's Jumbo (1962) (coreógrafo)
- No, No, Nanette (1971) (supervisor de pordução) (Broadway)